# Eulecanium circumfluum
Eulecanium circumfluum är en insektsart som beskrevs av Borchsenius 1955. Eulecanium circumfluum ingår i släktet Eulecanium och familjen skålsköldlöss. Inga underarter finns listade i Catalogue of Life.